# Rashid Bakr

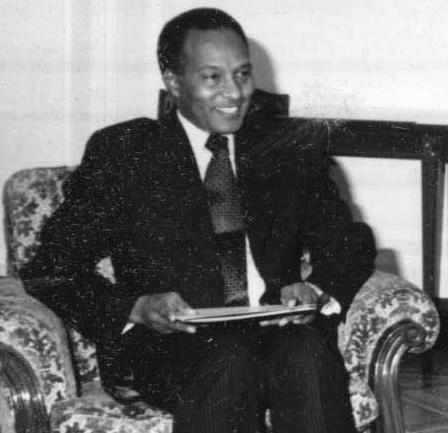
Rashid Bakr

El Rashid El Tahir Bakr (1932 – 11 de março de 1988) nasceu na região de Karkoj, Nilo Azul, no Sudão. Em 1958 graduou-se na Universidade de Cartum na Faculdade de Direito.  Foi vice-presidente e primeiro-ministro do Sudão de 11 de agosto de 1976 até 10 de setembro de 1977. Ele era um membro da União Socialista Sudanesa. 